# 사우스랜드 테일
《사우스랜드 테일》(영어: Southland Tales)은 리처드 켈리 감독의 2006년 디스토피아 블랙 코미디 스릴러 영화이다. 드웨인 존슨, 숀 윌리엄 스콧, 세라 미셸 겔러 등이 출연하였고, 숀 매키트릭 등이 제작에 참여하였다.

## 줄거리
2005년 7월 4일 대체 역사의 미국 텍사스주 엘패소와 애빌린에서 두 차례의 핵 공격으로 수천 명이 사망하는 참사가 빚어지고, 테러와의 전쟁 끝에 제3차 세계 대전이 벌어져 미국 정부는 다시 징병을 시작한다. 미국 애국자법은 유에스아이덴트(US-IDent)라는 새 기관의 창설로 확장되고, 인터넷 검열은 물론 컴퓨터와 은행 계좌에 접근, 사용하려면 지문 등록이 필수가 되는 대중감시가 본격화된다.
전쟁 여파로 연료 부족 문제에 시달리던 중 독일 회사 트레어에서 해류를 이용하는 영구 기관으로 고갈되지 않는 에너지를 생산하는 발전기 "플루이드 카르마"를 내놓는다. 이를 발명한 폰베스트팔렌 남작과 동료들은 발전기가 해류에 변동을 일으켜 지구의 자전 속도가 느려지게 만들며 양자 얽힘을 활용해 휴대용 수신기로 전송하는 과정에서 시공간에 구멍이 생긴다는 사실을 감춘다.
근미래인 2008년. 지역민들에게 더 사우스랜드라고 불리는 로스앤젤레스는 신마르크스주의 지하 조직 암약하는 혼돈의 디스토피아가 되어있다.

## 출연
- 드웨인 존슨 - 샌태로스 / 제리코 케인 역
- 숀 윌리엄 스콧 - 롤런드 태버너 이등병 / 롤런드 태버너 순경 역
- 세라 미셸 겔러 - 크리스타 나우 / 크리스타 린 커파우스키 역
- 맨디 무어 - 매들린 프로스트 샌태로스 역
- 저스틴 팀버레이크 - 자가용 조종사 애빌린 역 / 해설
- 미란다 리처드슨 - 나나 메이 프로스트 역
- 월리스 숀 - 폰베스트팔렌 남작(칼 본웨스트페일런) 역
- 바이링 - 서퍼틴 역
- 노라 던 - 신디 핀지키 역
- 존 래러켓 - 본 스몰하우스 역
- 케빈 스미스 - 사이먼 시어리 역
- 에이미 폴러 - 신마르크스주의자 역
- 우드 해리스 - 신마르크스주의자 역
- 젤다 루빈스타인 - 카타리나 쿤츨러 박사 역
- 베스 그랜트 - 잉가 폰베스트팔렌 박사 역
- 저닌 거로펄로 - 티나 맥아더 장군
- 셰리 오테리 - 조라 카마이클스 역
- 존 러비츠 - 바트 부크먼 경관 역
- 윌 새소 - 포투니오 밸두치 역 역
- 크리스토퍼 램버트 - 월터 멍 역
- 커티스 암스트롱 - 소버린 엑스 박사 역
- 토드 버거 - 빙 지너먼 역
- 루 테일러 푸치 - 마틴 키파우버 역
- 질 리치 - 쇼샤나 커파우스키 / 쇼샤나 콕스 역

## 기타 제작진
- 협력 제작: 울프갱 섐버그
- 배역: 비너스 카나니, 메리 버뉴
- 미술: 앨릭 해먼드
- 의상: 에이프릴 페리
- 시각 효과: 대니 S. 김